# 訊號山

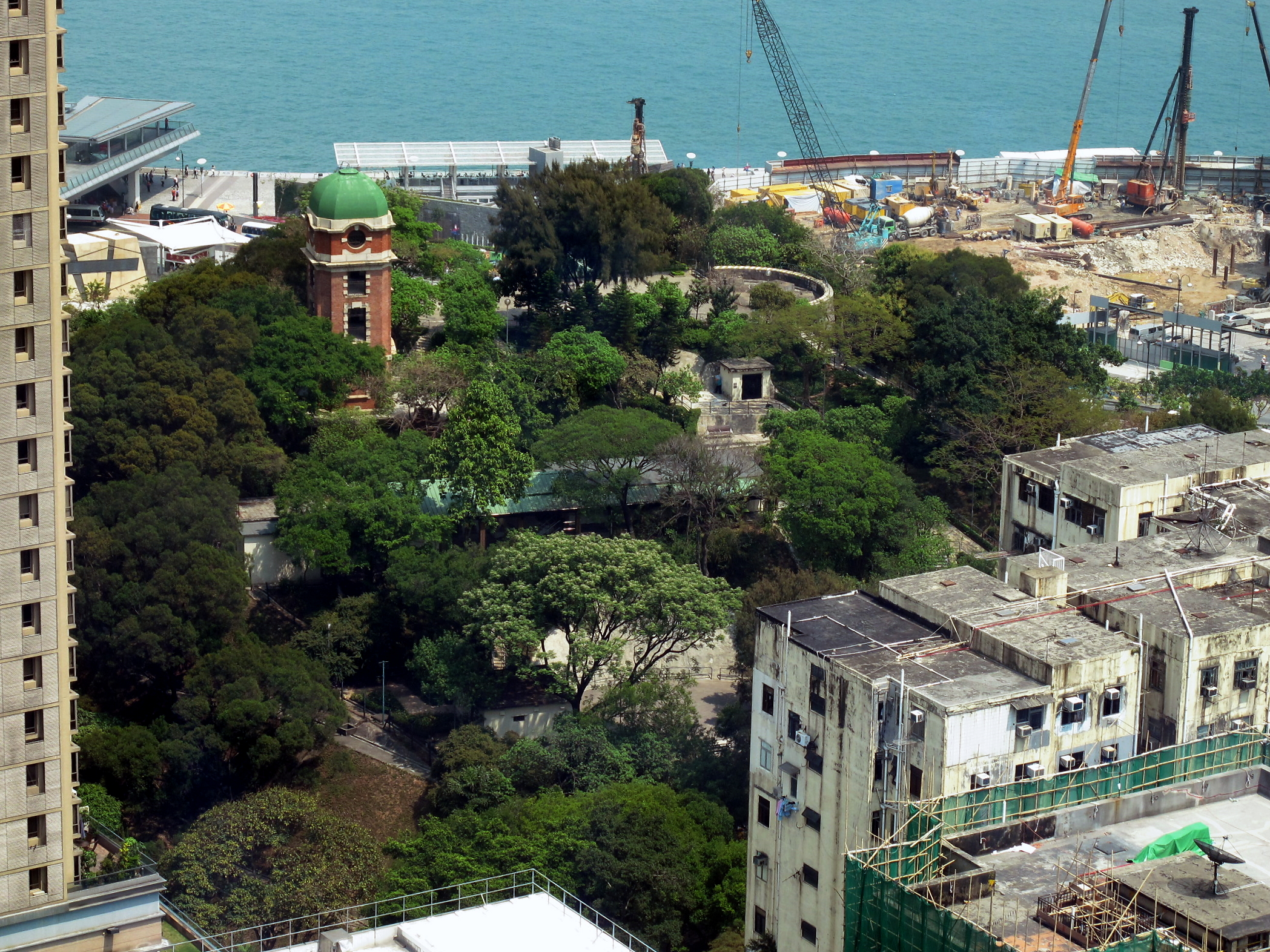
訊號山

訊號山（英語：Signal Hill），又名黑頭角、大包米，海拔約35米，原為香港九龍尖沙咀岸邊一處海角，因填海成為一座不再沿海的矮山。
1907年至1933年間，訊號山曾為皇家香港天文台向維多利亞港的船隻報時之地點。如今訊號山已闢為訊號山花園，對公眾開放，山上有一座訊號塔保留至今。

## 歷史

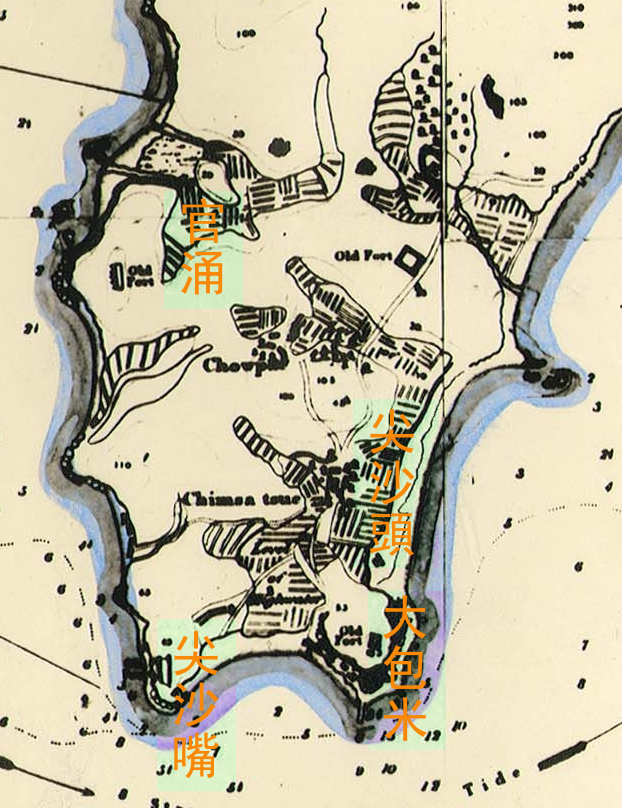
1845年訊號山位置（圖中標示為大包米）

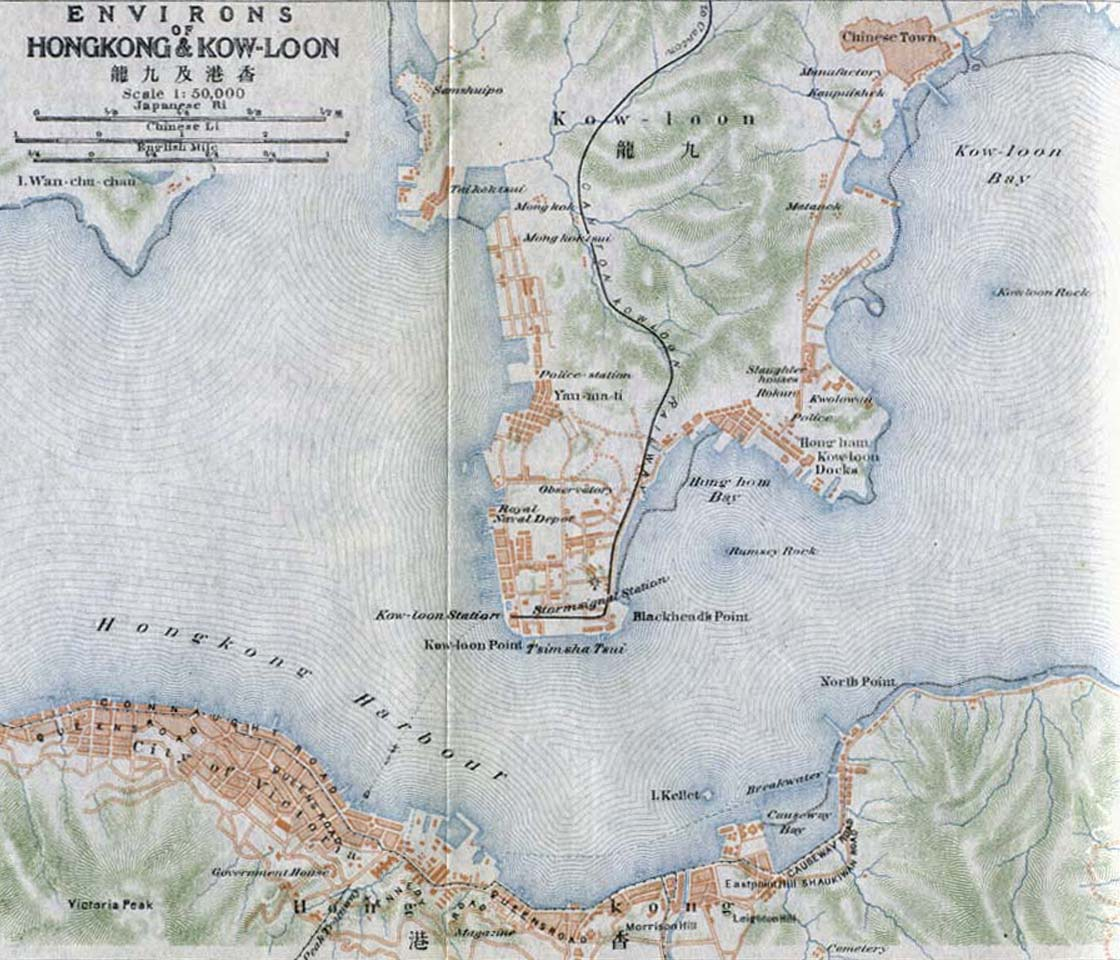
1915年的九龍地圖，尖沙咀東面標示為「黑頭角」（Blackhead Point）

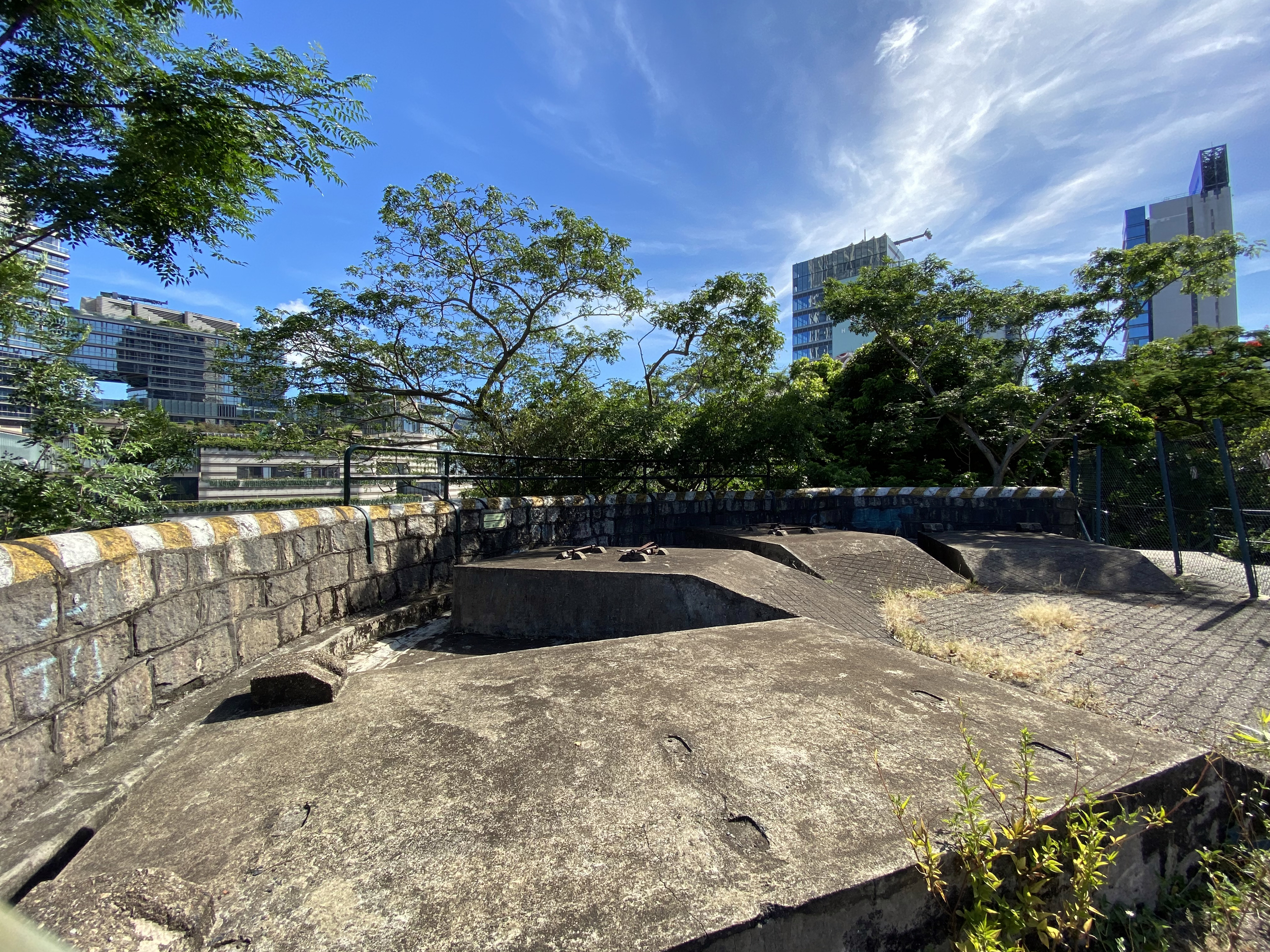
訊號山花園內已拆卸的炮台

訊號山原本是一座面臨尖沙咀海濱的小山丘，而由於該地也屬於一處海角地貌，所以訊號山最初又名黑頭角。另一方面，訊號山亦擁有一土名大包米，不過此名的來源今已不可考。
1907年，香港天文台在黑頭角興建了一座訊號山訊號塔，以取代原位於水警總部的報時塔，黑頭角遂由此取得訊號山之名。訊號塔建成後，天文台在1908年1月把原位於水警總部的報時球搬到訊號塔，正式負起向維多利亞港船隻報時的工作。另外，訊號塔旁邊還有一座小型建築物，在熱帶氣旋吹襲香港的時候，該小型建築物就會掛起風球訊號到半空當眼處，以讓附近的人士清楚看見。
然而，隨著無線電報時的普及，以時間球報時的方法日漸顯得不合時宜，再加上日久失修和人手不足等因素，政府於是在1933年6月30日拆下訊號塔的時間球，訊號塔從此被荒廢下來。但鄰近的小型建築物則繼續運作。
一直至1980年，市政局接管了訊號山，並對訊號塔進行復修工程。訊號山重修後在1981年闢成訊號山花園，訊號山現今已成為康樂及文化事務署管理的公園，內裡的訊號塔亦向公眾開放，至於原本的小型建築物則被改建成公廁。經過歷年的填海，訊號山現今已經不再靠近海岸，訊號山現位於梳士巴利道與漆咸道南交界，對海一面為維港文化匯所擋，因此現時已很難從維多利亞港望到訊號山和訊號塔。

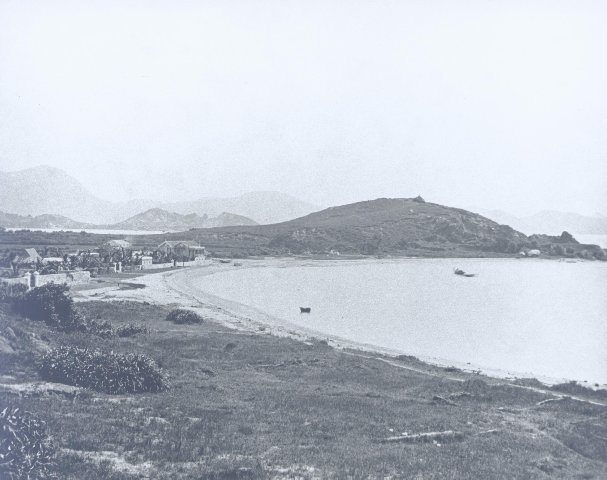
1870年的「尖沙咀灣」， 遠方隆起的山丘就是大包米
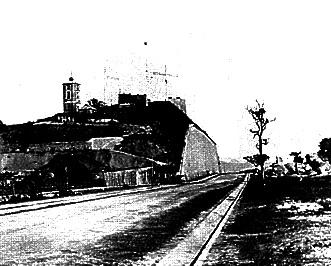
攝於1908年的訊號山
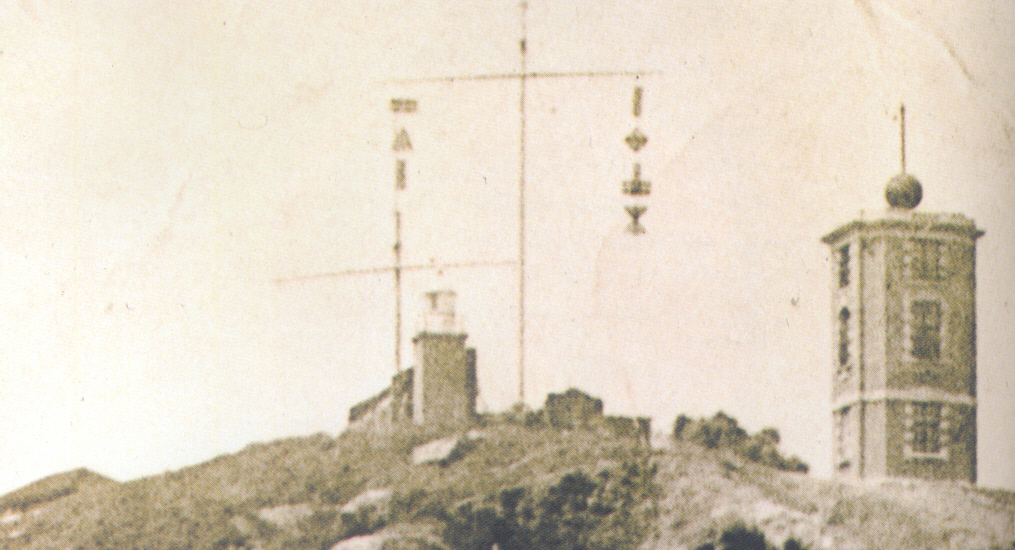
1927年前的訊號山， 留意圖中央的風球訊號和塔頂時間球

## 訊號塔

### 建築特色
訊號塔在1907年建成，原本樓高兩層，塔身高12.8米（約42呎），外牆由紅磚砌成，屬愛德華時代建築。至1927年，為了讓船隻更清楚見到訊號塔，塔身被加高6.1（約20呎）米至至18.9米（約62呎）；整座訊號塔由原本兩層增至三層。加建前的訊號塔窗戶全為方形，而塔頂呈平面狀；加建後，三樓的窗戶呈圓形，而塔頂則改成淺綠色，並呈半圓球體。另外，訊號塔塔頂原插有一支長5.5米的桅杆，用作放置時間球。桅杆今已不存。
訊號塔早於1981年獲古物古蹟辦事處評定為香港二級歷史建築，至2009年12月18日獲提升為香港一級歷史建築。2015年10月23日，政府刊憲將訊號塔列為法定古蹟。

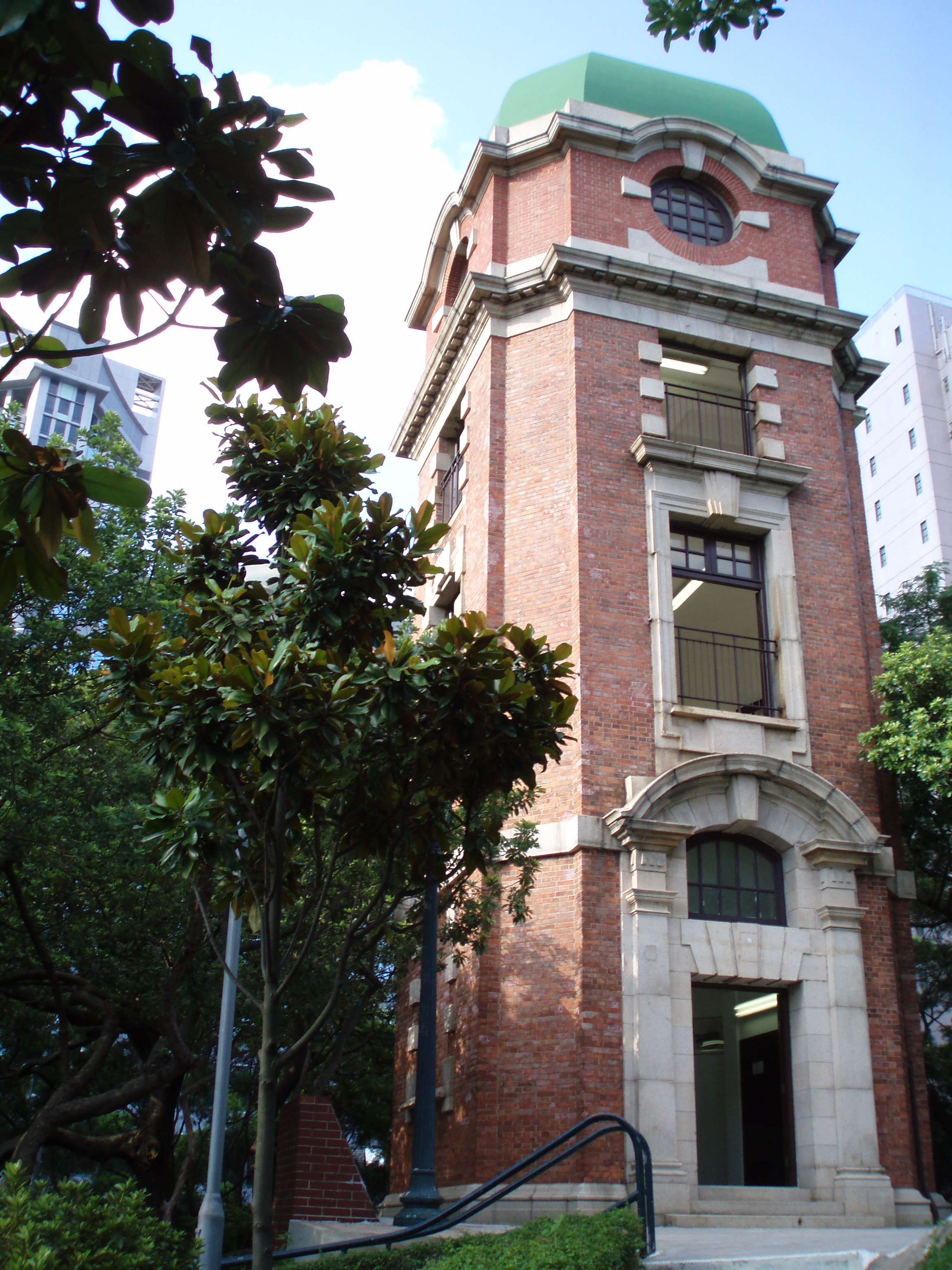
訊號塔今貌
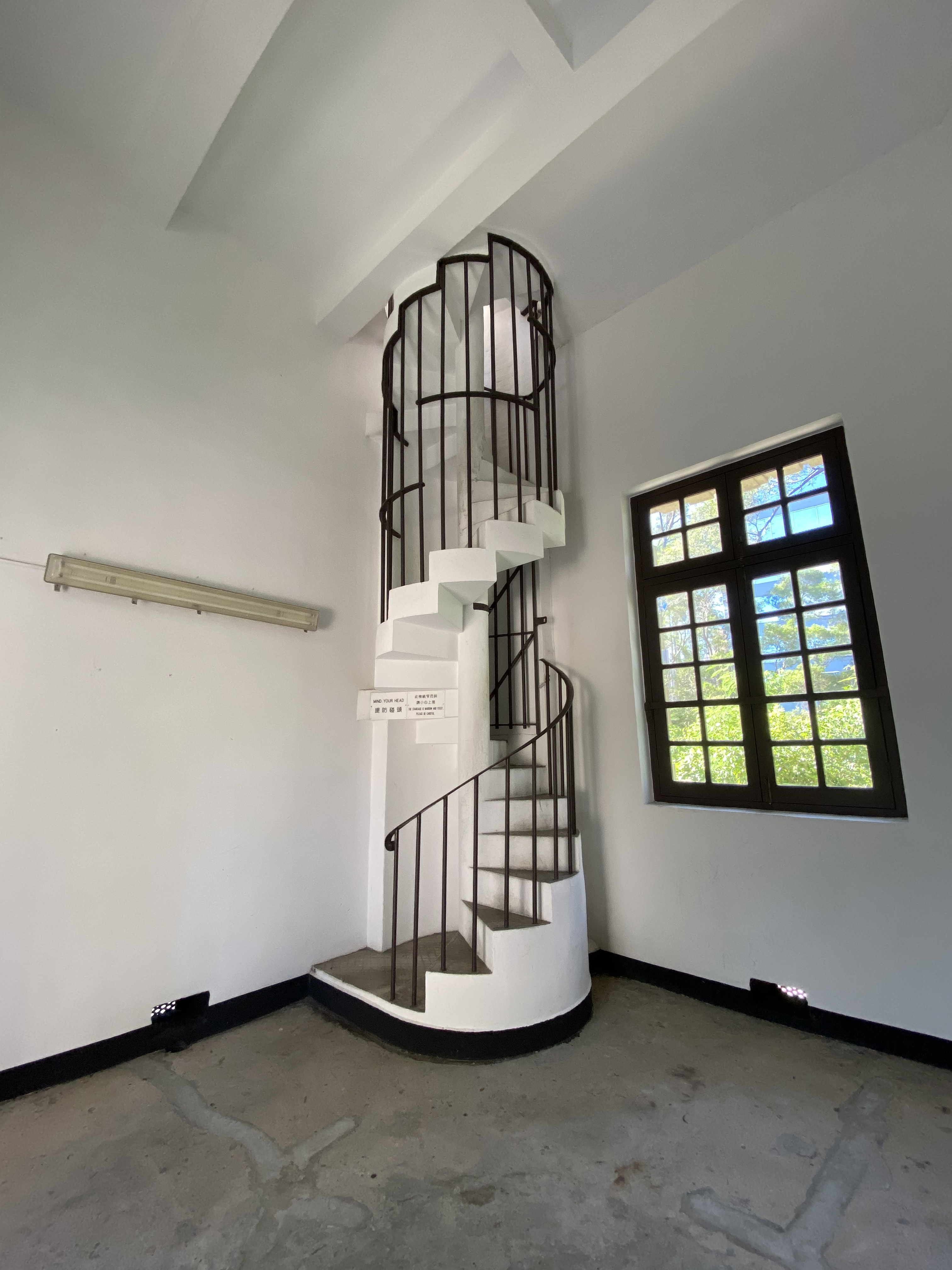
訊號塔內的樓梯
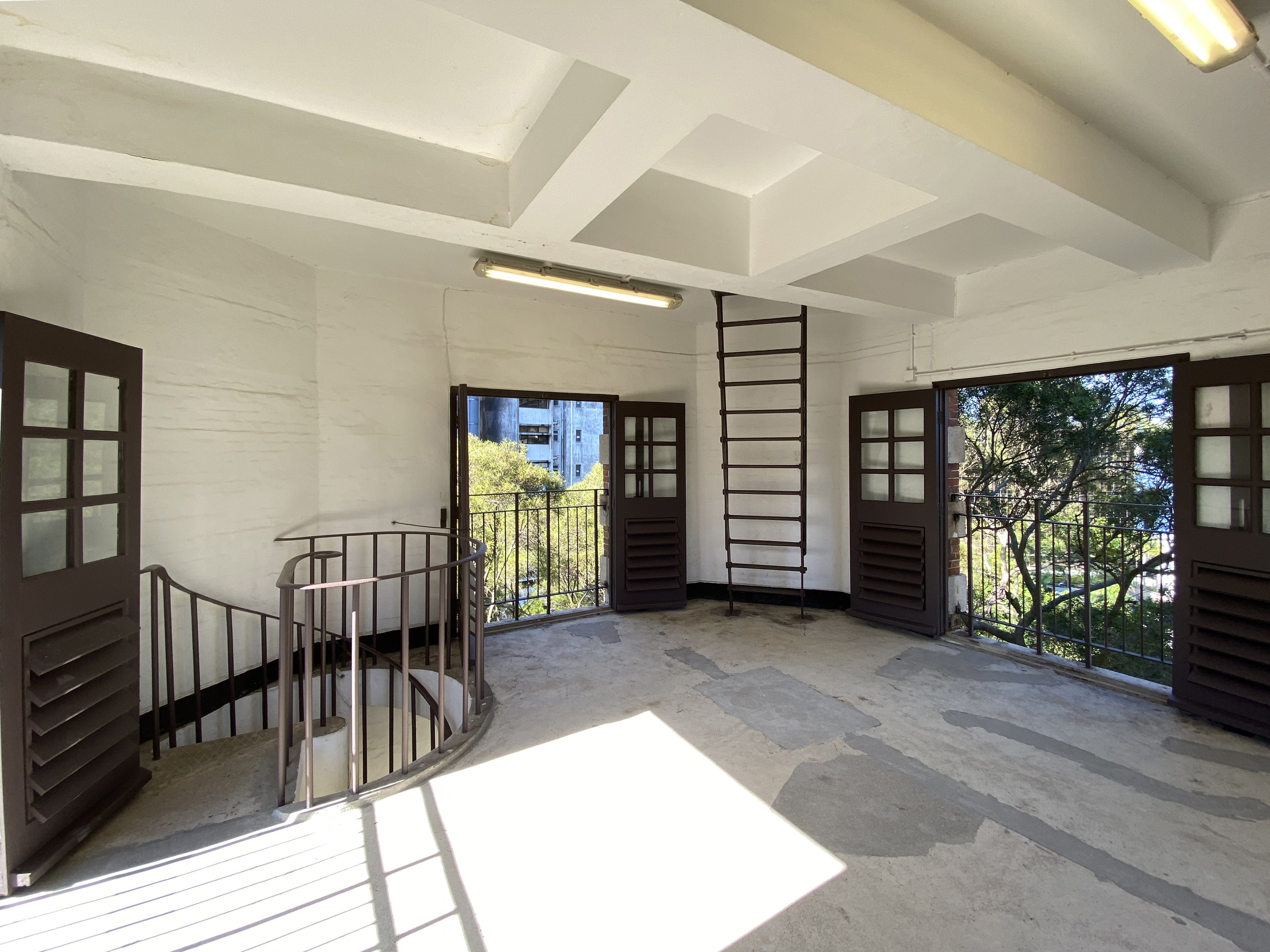
訊號塔內貌
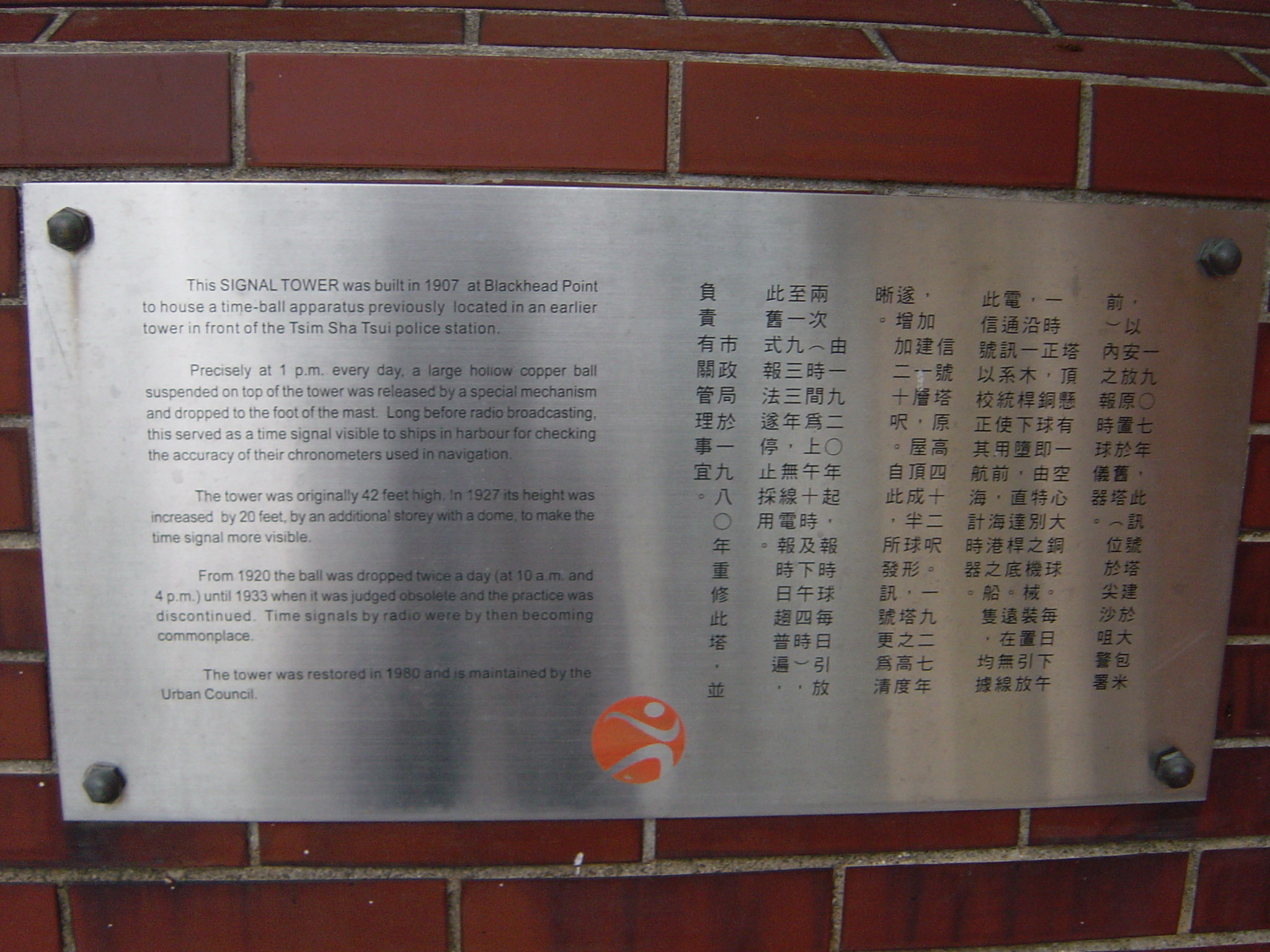
訊號塔旁的碑記
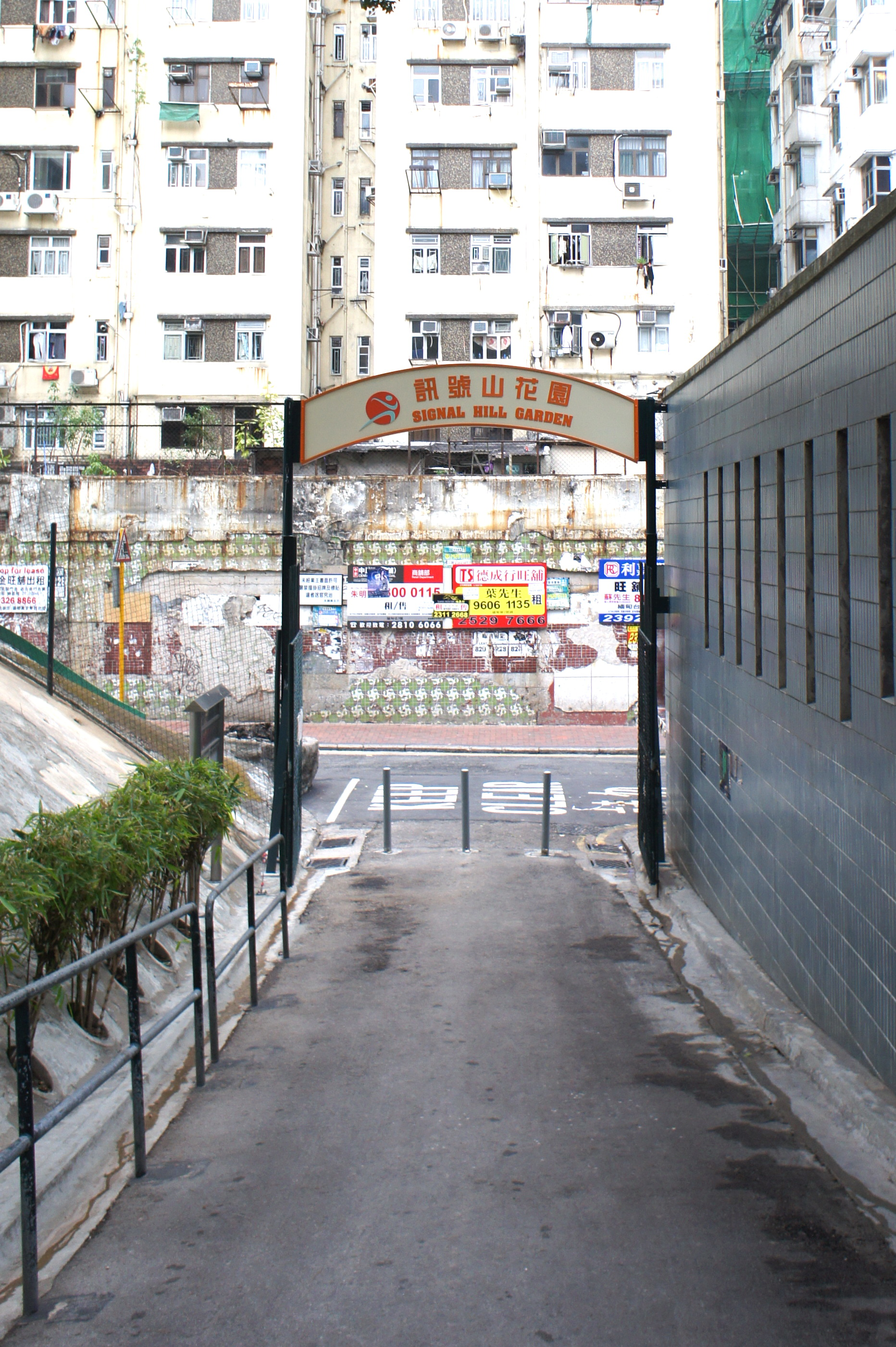
訊號山花園在緬甸臺的入口

### 報時方法
在訊號塔運作的日子，它每天都會向位於維多利亞港的船隻報時。報時之方法，主要依賴置放於訊號塔塔頂桅杆的時間球。時間球由銅所製，內為空心。未報時的時候，時間球會停置於桅杆杆頂，到報時的時候，訊號塔就會透過特別的機械製置，引放時間球到桅杆杆底。時間球被降至杆底後，那就表示現在已到了一定的時間，而身處海港的船隻就可憑此得知時間，並調準船上的時鐘。
自1908年至1920年，時間球進行引放的時間訂於每日下午一時正；而在1920年至1933年期間，時間球則改為每日引放兩次，時間則是每日上午十時及下午四時。

## 注腳
1. ↑  "List of the Historic Buildings in Building Assessment （页面存档备份，存于）". Hong Kong: Leisure and Cultural Services Department, 15 June 2011.
2. ↑  . 2015-10-23  [2015-10-23]. （原始内容存档于2016-01-06） （中文（香港））.

## 外部連結
- 香港授時服務歷史 （页面存档备份，存于），香港天文台
- 【尖沙咀】隱於鬧市的休閒 訊號山公園︱kennechu.info （页面存档备份，存于）

22°17′46″N 114°10′27″E / 22.29611°N 114.17417°E